# Georg Heller
Georg Heller (* 1929 in Berlin; † 2006 in Stuttgart) war ein deutscher Diplomvolkswirt, Journalist und Schriftsteller.

## Leben
Georg Heller wurde 1929 in Berlin geboren. Sein Vater war Jude. Als die Lage der Juden unter dem Nazi-Regime immer bedrohlicher wurde, emigrierte er 1935. Seine Frau, die beiden Töchter und Georg blieben in Berlin zurück. Ab 1938 besuchte dieser das Französische Gymnasium in Berlin-Tiergarten. Als 1943 die Rassengesetze weiter verschärft wurden, wurde er vom weiteren Schulbesuch ausgeschlossen. Die Mutter flüchtete mit den Kindern zunächst nach Schlesien zur Großmutter, dann nach Bayern. Da Georg Heller inzwischen im wehrfähigen Alter war, wurde er verhaftet und in einem Lager zur Zwangsarbeit gezwungen. Nach Kriegsende ließ sich die wieder vereinte Familie als Flüchtlinge in Aalen nieder. Dort besuchte Heller die Schubart-Oberschule, wo er 1950 das Abitur machte. Nach einem Studium der Wirtschaftswissenschaft arbeitete er als Wirtschaftsjournalist für die „Frankfurter Allgemeine Zeitung“, das „Handelsblatt“ und die „Stuttgarter Zeitung“; er war Mitglied im Deutschen Presserat. 1972 wurde er mit dem Theodor-Wolff-Preis ausgezeichnet. In der Auseinandersetzung um Martin Walsers Roman „Tod eines Kritikers“ nahm Heller in seinem Buch „Endlich Schluß damit?: „Deutsche“ und „Juden“ – Erfahrungen“ Walser gegen den Vorwurf des Antisemitismus in Schutz.

## Werke
- Mangel an Orientierung und ein Hauch von Geist; in: Aalen: Festschrift des Schubart-Gymnasiums, 1989
- Lügen wie gedruckt: über den ganz alltäglichen Journalismus; Tübingen: Klöpfer und Meyer, 1997, ISBN 3-931402-23-1
- Endlich Schluß damit?: „Deutsche“ und „Juden“ – Erfahrungen. Mit einem Vorw. von Martin Walser; Eggingen: Edition Isele, 2002, ISBN 3-86142-269-7
- Das Kind, das er war: die Geschichte des Johann Avellis; Berlin: Rowohlt Berlin, 2006, ISBN 3-87134-545-8
- Das Kind, das er war: die Geschichte des Johann Avellis; Reinbek bei Hamburg: Rowohlt-Taschenbuch-Verlag, 2007, ISBN 3-499-24279-6